# Franciszek Borkowski
 (février 2025).
Pour les articles homonymes, voir Borkowski.
Franciszek Borkowski, russifié en Frantz Kazimirovitch Borkovski (Франц Казимирович Борковский), né le 27 novembre 1803 à Bialystok (royaume de Prusse) et mort à Grodno (Empire russe) le 24 mars 1871, est un général de l'armée impériale russe d'origine polonaise, ancien décabriste, combattant des campagnes du Caucase et de la Guerre de Crimée.

## Biographie
Il naît en 1803 à Bialystok (rattachée alors au royaume de Prusse puis en 1807 à l'Empire russe) et étudie au lycée moderne (Realschule) de Bialystok.
Il est membre de la société secrète Les Frères consentants formée en 1823 et de la Société zorian et à partir de novembre 1825 de la Société des amis militaires, toutes en faveur d'une monarchie parlementaire. Il est arrêté en juillet 1826 et détenu à Bialystok, puis à Wilno pour avoir participé à des sociétés secrètes parmi les étudiants du district scolaire de Wilno. La Commission d'enquête le reconnaît coupable et il est emprisonné pendant quatre mois, puis envoyé le 16 mars 1828 au 17e régiment de dragons de Nijni Novgorod pour combattre dans le Caucase en tant que soldat. Il prend part à la guerre russo-turque de 1828-1829 à l'issue de laquelle il sert dans le Caucase contre la révolte des montagnards. Il est nommé sous-officier en 1834 pour ses faits d'armes. À la demande du commandant du régiment, le prince Andronikov, Borkowski est autorisé à être promu au grade de premier officier (enseigne), le 3 mai 1836. 
Il est nommé lieutenant-colonel le 17 février 1853. Pendant la Guerre de Crimée, il commande la 1re division du régiment de Nijni Novgorod et se distingue à la bataille contre les Turcs sur les hauteurs de Bachkadyklar (19 novembre 1853), recevant le 6 février 1854 l'ordre de Saint-Georges de IVe classe. Il est élevé au grade de colonel le 4 juin 1857. Il commande le régiment de dragons de Tver de SAI le grand-duc Nicolas. En 1863, il est nommé général-major. 
Il meurt à Grodno où il possédait une maison et il est enterré au cimetière catholique de la ville.

## Distinctions
- Ordre de Sainte-Anne de IVe classe avec inscription «pour bravoure» (1839)
- Ordre de Sainte-Anne de IIIe classe avec ruban (1844)
- Ordre de Saint-Vladimir de IVe classe avec ruban (1845)
- Épée d'or avec inscription «pour bravoure» (1846)
- Ordre de Sainte-Anne de IIe classe (1852; couronne impériale pour cette décoration obtenue en 1859)
- Ordre de Saint-Georges de IVe classe (6 février 1854)
- Ordre de Saint-Stanislas de IIe classe avec couronne impériale et épées (1860)
- Ordre de Saint-Vladimir de IIIe classe avec épées sur la décoration (1862)

## Source de la traduction
- (ru) Cet article est partiellement ou en totalité issu de l’article de Wikipédia en russe intitulé « Борковский, Франц Казимирович » (voir la liste des auteurs).